# アンリ・ブランヴィル

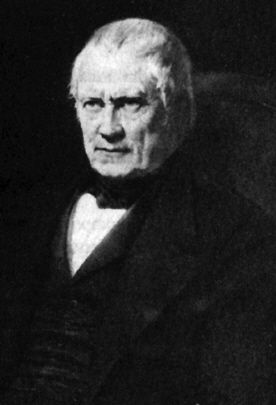
Henri Marie Ducrotay de Blainville

アンリ・マリー・デュクロダイ・ド・ブランヴィル（Henri Marie Ducrotay de Blainville、1777年12月12日 - 1850年5月1日）はフランスの動物学者、解剖学者である。

## 生涯
セーヌ＝マリティーム県のディエップに生まれた。1796年頃、絵を学ぶためにパリに移住したが、最終的には自然科学に専念し、コレージュ・ド・フランスで教えていたジョルジュ・キュヴィエに知られるようになった。1812年にはキュヴィエの力でパリ大学自然科学部の解剖学と動物学の職を得るが、キュヴィエとはその後、疎遠となり後には敵対するようになった。
1825年に科学アカデミーの会員となり、1830年にジャン＝バティスト・ラマルクの後を継いで、パリ自然史博物館の職を得、キュヴィエが没すると比較解剖学の教授の職を継いだ。
コマッコウなどを新種として報告している。

## 著書
- Prodrome d'une nouvelle distribution du règne animal, 1816
- Ostéographie ou description iconographique comparée du squelette et du système dentaire des mammifères récents et fossiles, 1839-1864
- Faune française, 1821-1830
- Cours de physiologie générale et comparée, professé à la Faculté des sciences de Paris, Vorlesungsnachschriften, hrsg. von Henry Hollard, 1833
- 『軟体動物学および貝類学マニュアル』:Manuel de malacologie et de conchyliologie, 1825-1827 * Manuel d'actinologie ou de zoophytologie, 1834
- Histoire des sciences de l'organisation et de leurs progrès, comme base de la philosophie, Vorlesungsnachschriften, hrsg. von T. L. M. Maupied, 1845
- Sur les Principes de la zooclassie, ou de la Classification des animaux, 1847